# Wojna polsko-polska

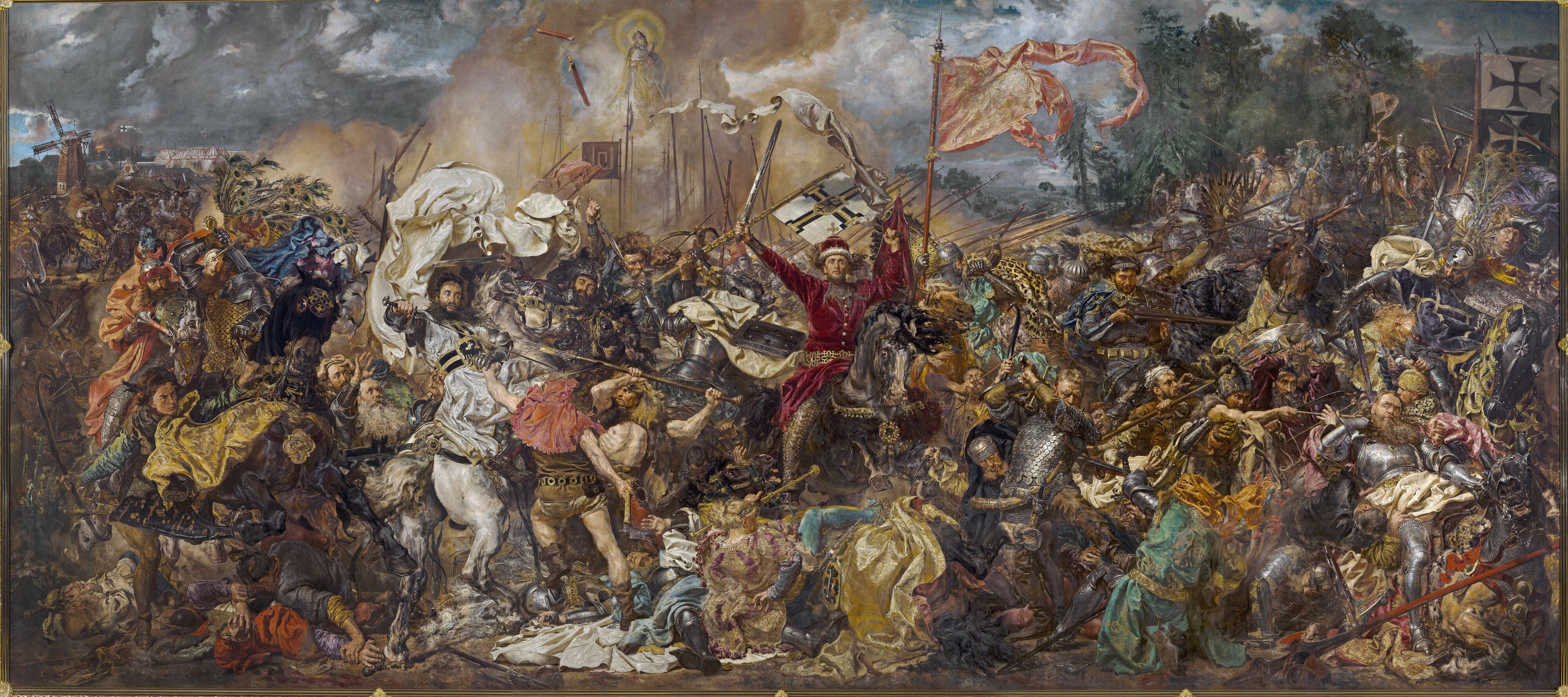
Jedną z form zobrazowania wojny polsko-polskiej jest przedstawienie jej w kształcie bitwy pod Grunwaldem z tą różnicą, że po obydwu stronach walczą Polacy.

Wojna polsko-polska – stosowane w polskiej publicystyce określenie oznaczające stan wysokiego spolaryzowania polskiego społeczeństwa, objawiający się przedstawianiem przeciwnej strony politycznej w sposób jak najbardziej zdemonizowany przy jednoczesnym przedstawieniu swojej grupy jako zbawiennej dla kraju, niechęcią do zawierania kompromisów czy podejmowania współpracy ponad podziałami oraz ciągłym dążeniem do zaogniania konfliktu poprzez przedstawicieli zaangażowanych ugrupowań. Stronnictwa biorące udział w wojnie polsko-polskiej charakteryzować się mają odmiennym postrzeganiem polskiej historii (np. Okrągły Stół), różniącą się oceną obecnego stanu państwa oraz innymi wizjami przyszłości kraju.
Za twórców określenia uznaje się Pawła Reszkę i Michała Majewskiego, którzy po raz pierwszy użyli go w artykule pt. „Wojna polsko-polska” z 18 lipca 2008 roku, opublikowanego w gazecie „Dziennik Polska-Europa-Świat”. Później spopularyzować to określenie miał Jarosław Kaczyński, wykorzystujący je w swojej przemowie z czasów wyborów prezydenckich z 2010 roku.
Zdaniem politologa Jacka Mazurczaka wojna polsko-polska jest częścią większego cywilizacyjnego konfliktu, wynikającego z trwającego kryzysu postindustrialnego.

## W literaturze
- Andrzej Paradysz: Śladami wojny polsko-(nie)polskiej 1989-2021. Poznań: 2022, ISBN 978-83-67138-63-5.
- Piotr Głuchowski (red.): Wojna polsko-polska: polityka, władza, opozycja i męki elektoratu. Warszawa: 2022, ISBN 978-83-26834-76-9.
- Łukasz Wielgosz: Wojna polsko‑polska. Zarządzanie oligopolem politycznym przez Platformę Obywatelską oraz Prawo i Sprawiedliwość w latach 2001–2015. Katowice: 2019, ISBN 978-83-226-3826-2.